# Adriana Cisneros
Adriana Cisneros Phelps (Caracas, 17 de diciembre de 1979) es la directora ejecutiva y vicepresidenta de la Organización Cisneros, una empresa privada de medios de comunicación, entretenimiento, medios digitales, inversiones inmobiliarias, desarrollos turísticos y productos de consumo con presencia en varios países del mundo.

## Biografía
Adriana es nieta del fundador de la Organización Cisneros, Diego Cisneros, e hija del Chairman del Grupo, Gustavo Cisneros, 
Desde 2009, Adriana Cisneros se ha desempeñado como Presidente de la Fundación Cisneros, una organización sin fines de lucro fundada por Gustavo Cisneros y Patricia Phelps de Cisneros, cuyas actividades buscan fomentar la educación y la cultura en América Latina.
Adriana supervisa las iniciativas educacionales desarrolladas por la Fundación Cisneros, como Actualización de Maestros en Educación (AME), un programa en línea de capacitación para docentes.

## Organización Cisneros
Luego de su nombramiento al frente de la Organización Cisneros, Adriana Cisneros estructuró el Grupo en cuatro divisiones corporativas:
- Cisneros Media: División que incluye las empresas de medios de comunicación y entretenimiento. Entre ellas a Venevisión, canal de televisión líder de Venezuela;[3] así como los canales de cable latinoamericanos Venevisión Plus, VmasTV y VePlusTV; y la Organización Miss Venezuela, la cual tiene un récord de seis coronas Miss Mundo y siete Miss Universo.[4] Además de empresas corporativas como Cisneros Media Distribution, Venevisión Productions, los sellos discográficos VeneMusic y Siente Music; y la productora y promotora de conciertos VeneShow.

- Cisneros Interactive: División de medios digitales creada en 2011 y enfocada en redes de publicidad digital y móvil, comercio electrónico, juegos sociales y “crowd-funding”. Incluyen empresas como RedMas y Adsmovil; además de inversiones en empresas como Cuponidad,[5] Mobly, Idea.me y Queremos.

- Cisneros Real Estate: División inmobiliaria cuya inversión emblemática es Tropicalia,[6] un Desarrollo Turístico Sustentable ubicado en República Dominicana.

- Productos de Consumo y Servicios: División formada por Laboratorios FISA, la agencia de Viajes Saeca y la empresa de comunicaciones Americatel.

## Afiliaciones y Títulos
Adriana Cisneros es miembro del Comité Ejecutivo y Directora de la Academia Internacional de Artes & Ciencias de Televisión (International Emmy’s), también miembro del Consejo Internacional de Fondo para América Latina y el Caribe del Museo de Arte Moderno en Nueva York (MoMA), miembro de la junta directiva del MoMA PS1, de la Filarmónica de Los Ángeles y miembro fundador de Endeavor Miami.
Asimismo, es miembro de la junta del Latin American Board de la Universidad de Georgetown, y es term member del Council of Foreign Relations. Es también inversionista privado de NXTP Labs, y funge como inversionista y mentora del Acelerador Digital 21212 de Brasil. Es además miembro de YPO Intercontinental, y de New York City and Americas Gateway Chapters.

## Estudios
Adriana Cisneros se graduó en la Universidad de Columbia en 2002 y posteriormente obtuvo una maestría en periodismo en la Universidad de Nueva York (2005). Igualmente, se graduó del Programa para el Desarrollo del Liderazgo (PLD) de la Escuela de Negocios de la Universidad de Harvard en 2010.